# جیانی گیگو
جیانی گیگو (انگلیسی: Gianni Guigou؛ زادهٔ ۲۲ فوریهٔ ۱۹۷۵) یک بازیکن فوتبال اهل اروگوئه است.
وی همچنین در تیم ملی فوتبال اروگوئه و در جام جهانی ۲۰۰۲ بازی کرده‌است.